# Marcus Peters
Pour les articles homonymes, voir Peters.
(en) Statistiques sur pro-football-reference
Marcus Peters, né le 9 janvier 1993 à Oakland, est un joueur américain de football américain.
Ce cornerback joue actuellement pour les Ravens de Baltimore en National Football League (NFL). Il a également joué pour les Chiefs de Kansas City et les Rams de Los Angeles. Il est reconnu dans la ligue comme un très bon intercepteur de passe.

## Biographie

### Carrière universitaire
Il rejoint l'Université de Washington et joue pour l'équipe des Huskies de 2012 à 2014. Malgré de très bonnes performances sur le terrain, il est exclu de l'équipe en novembre 2014 pour des problèmes de discipline, le joueur étant souvent en conflit avec les entraîneurs de l'équipe ou ayant même piqué une crise de colère au banc des joueurs qui lui a mené à une suspension d'une partie.

### Carrière professionnelle
Il se déclare éligible à la draft 2015 de la NFL et il est considéré comme un des meilleurs cornerbacks disponibles en vue de la draft,. Durant l'événement, il est sélectionné par les Chiefs de Kansas City au premier tour, en tant que 18e joueur choisi.
Nommé titulaire parmi les cornerbacks des Chiefs pour le début de la saison, il a un impact immédiat au sein de leur défense et termine la saison avec 60 plaquages, 26 passes déviées et 8 interceptions, dont 2 retournées pour un touchdown. Après la saison, il est désigné débutant défensif de l'année, rejoignant ainsi les quatre Chiefs Dale Carter (en), Bill Maas (en) et Derrick Thomas.
En mars 2018, il est échangé aux Rams de Los Angeles contre deux sélections de draft, une de quatrième tour pour 2018 et une de deuxième tour pour 2019.
Après avoir joué les six premiers matchs de la saison 2019, il est échangé en cours de saison aux Ravens de Baltimore contre le linebacker Kenny Young et une sélection de cinquième tour pour 2020.

## Vie privée
Il est réputé proche de Marshawn Lynch qui joue pour lui un rôle de mentor, tous les deux ayant grandi à Oakland.

## Statistiques
| Année | Équipe                | MJ |       | Plaquages | Plaquages | Plaquages | Plaquages |       | Interceptions | Interceptions | Interceptions | Interceptions |  | Fumbles | Fumbles |
| Année | Équipe                | MJ | Total | Seul      | Ast.      | Sacks     | Nb.       | Yards | Déf.          | TD            | Nb.           | Rec.          |  |         |         |
| 2015  | Chiefs de Kansas City | 16 | 60    | 53        | 7         | 0         | 8         | 280   | 26            | 2             | 1             | 0             |  |         |         |
| 2016  | Chiefs de Kansas City | 15 | 45    | 35        | 10        | 0         | 6         | 63    | 20            | 0             | 1             | 0             |  |         |         |
| 2017  | Chiefs de Kansas City | 14 | 46    | 42        | 4         | 0         | 5         | 137   | 9             | 0             | 3             | 2             |  |         |         |
| 2018  | Rams de Los Angeles   | 16 | 43    | 33        | 10        | 0         | 3         | 107   | 8             | 1             | 0             | 0             |  |         |         |
| 2019  | Rams de Los Angeles   | 6  | 14    | 9         | 5         | 0         | 2         | 32    | 4             | 1             | 0             | 1             |  |         |         |
| 2019  | Ravens de Baltimore   | 10 | 39    | 31        | 8         | 0         | 3         | 178   | 10            | 2             | 0             | 0             |  |         |         |